# 日和産業
日和産業株式会社（にちわさんぎょう）は日本の飼料メーカー。

## 概要
独立系中堅の配合飼料メーカー。養鶏・養豚・養牛・養魚・実験動物用飼料の製造販売、畜産物の生産販売を行っている。2003年度出荷量シェアは8位のシェア3.9%となっている。商圏は西日本が中心。本体での生産の他、東北地方に雪印種苗・日清丸紅飼料との養牛用配合飼料の生産合弁会社を設立し、2005年より活動している。
2014年3月期の連結売上構成は、飼料事業96.5%、畜産事業3.5%となっている。
1924年（大正13年）に日本で最初の各種配合飼料の製造を行ったとしている。

## 沿革
- 1924年（大正13年）8月 - 神戸市にて日本家畜飼料株式会社として設立。
- 1948年（昭和23年）7月 - 日和産業株式会社に社名変更。
- 1951年（昭和26年）7月 - 兵庫製油株式会社を吸収合併。
- 1952年（昭和27年）4月 - 本社を大阪市北区に移転。
- 1961年（昭和36年）10月 - 大阪証券取引所市場第二部に株式を上場。
- 1968年（昭和43年）4月 - 本社を神戸市東灘区に移転。
- 1975年（昭和50年）11月 - 東和畜産株式会社を設立。
- 2005年（平成17年）3月 - 雪印種苗・日清丸紅飼料との合弁会社、みちのく飼料株式会社が操業開始。
- 2013年（平成25年）7月 - 大阪証券取引所と東京証券取引所の現物株市場統合に伴い、東京証券取引所第二部に上場。

## 現業所
- 神戸工場（兵庫県神戸市東灘区） - 1968年4月開設
- 八戸工場（青森県八戸市） - 1983年5月開設、一部をみちのく飼料に貸与
- 三原工場（広島県三原市） - 1963年6月開設
- 坂出工場（香川県坂出市） - 1995年6月開設
- 鹿児島工場（鹿児島県鹿児島市） - 1974年1月開設
- 三木農場（兵庫県三木市） - 1999年4月開設、養鶏
- 輝北農場（鹿児島県鹿屋市） - 1986年4月開設、養鶏・養豚
- 雲仙農場（長崎県島原市） - 1987年6月開設、養豚
- 中央研究所（兵庫県神戸市東灘区）

## 関係会社
連結子会社
- 東和畜産株式会社（鹿児島県鹿児島市） - 畜産事業

関連会社
- みちのく飼料株式会社（青森県八戸市） - 39%出資